# Colin Fleming (tennis)
Pour les articles homonymes, voir Colin Fleming et Fleming.
Colin Fleming, né le 13 août 1984 à Broxburn, est un joueur de tennis britannique, professionnel entre 2004 et 2016.
Il se retire du circuit fin 2016 pour occuper le poste d'entraîneur national de Tennis Scotland.

## Carrière
Il interrompt ses études à l'Université de Stirling en 2004 pour passer professionnel. Il stoppe cependant sa carrière en 2006 pour finaliser ses études et obtient un diplôme en 2007. Il travaille pendant 10 mois en tant que trader en énergie. Il retourne jouer sur le circuit professionnel en août 2008 et remporte son premier titre en simple en novembre, puis un second en septembre de l'année suivante. En 2009, il remporte sept tournois en double dont Metz et Saint-Pétersbourg, ce qui le pousse à se spécialiser dans cette discipline dès 2010. Il atteint néanmoins en 2011 les quarts de finale du tournoi de Pingguo, son meilleur résultat en simple.
Spécialiste du double, il a remporté 8 titres ATP et atteint 11 autres finales dont celle du Masters du Canada 2013 avec Andy Murray. Sur le circuit secondaire, il s'est illustré à 11 reprises en Future et 10 en Challenger. Il a joué principalement avec des partenaires britanniques : Jamie Murray, Ken Skupski, Ross Hutchins et Jonathan Marray. Sa meilleure performance en Grand Chelem est un quart de finale qu'il a atteint à Wimbledon en 2011 et à l'US Open 2011 et 2013. En simple, il a participé au tournoi de Wimbledon en 2006 où il a échoué au deuxième tour des qualifications.
Il joue avec l'équipe de Grande-Bretagne de Coupe Davis depuis 2009.
Il a remporté la médaille d'or des Jeux du Commonwealth en 2010 en double mixte en représentant l'Écosse.

## Palmarès

### Titres en double messieurs
| No | Date       | Nom et lieu du tournoi                                       | Catégorie | Dotation  | Surface      | Partenaire      | Finalistes                             | Score             |          |
| -- | ---------- | ------------------------------------------------------------ | --------- | --------- | ------------ | --------------- | -------------------------------------- | ----------------- | -------- |
| 1  | 21-09-2009 | Open de Moselle Metz                                         | ATP 250   | 398 250 € | Dur (int.)   | Ken Skupski     | Arnaud Clément Michaël Llodra          | 2-6, 6-4, [10-5]  | Parcours |
| 2  | 26-10-2009 | St. Petersburg Open Saint-Pétersbourg                        | ATP 250   | 663 750 $ | Dur (int.)   | Ken Skupski     | Jérémy Chardy Richard Gasquet          | 2-6, 7-5, [10-4]  | Parcours |
| 3  | 24-10-2011 | St. Petersburg Open Saint-Pétersbourg                        | ATP 250   | 663 750 $ | Dur (int.)   | Ross Hutchins   | Mikhail Elgin Alexander Kudryavtsev    | 6-3, 65-7, [10-8] | Parcours |
| 4  | 27-02-2012 | Delray Beach International Tennis Championships Delray Beach | ATP 250   | 442 500 $ | Dur (ext.)   | Ross Hutchins   | Michal Mertiňák André Sá               | 6-4, 7-63         | Parcours |
| 5  | 17-06-2012 | AEGON International Eastbourne                               | ATP 250   | 455 700 $ | Gazon (ext.) | Ross Hutchins   | Jamie Delgado Ken Skupski              | 6-4, 6-3          | Parcours |
| 6  | 07-01-2013 | Heineken Open Auckland                                       | ATP 250   | 433 400 $ | Dur (ext.)   | Bruno Soares    | Johan Brunström Frederik Nielsen       | 7-61, 7-62        | Parcours |
| 7  | 18-02-2013 | Open 13 Marseille                                            | ATP 250   | 528 135 € | Dur (int.)   | Rohan Bopanna   | Aisam-Ul-Haq Qureshi Jean-Julien Rojer | 6-4, 7-63         | Parcours |
| 8  | 28-09-2015 | Shenzhen Open Shenzhen                                       | ATP 250   | 607 940 $ | Dur (ext.)   | Jonathan Erlich | Chris Guccione André Sá                | 6-1, 63-7, [10-6] | Parcours |

### Finales en double messieurs
| No | Date       | Nom et lieu du tournoi                               | Catégorie    | Dotation    | Surface      | Vainqueurs                           | Partenaire      | Score             |          |
| -- | ---------- | ---------------------------------------------------- | ------------ | ----------- | ------------ | ------------------------------------ | --------------- | ----------------- | -------- |
| 1  | 13-06-2010 | AEGON International Eastbourne                       | ATP 250      | 405 000 $   | Gazon (ext.) | Mariusz Fyrstenberg Marcin Matkowski | Ken Skupski     | 6-3, 5-7, [10-8]  | Parcours |
| 2  | 04-04-2011 | Grand-Prix Hassan II Casablanca                      | ATP 250      | 398 250 €   | Terre (ext.) | Robert Lindstedt Horia Tecău         | Igor Zelenay    | 6-2, 6-1          | Parcours |
| 3  | 09-07-2012 | Campbell’s Hall of Fame Championships Newport (RI)   | ATP 250      | 398 250 $   | Gazon (ext.) | Santiago González Scott Lipsky       | Ross Hutchins   | 7-63, 6-3         | Parcours |
| 4  | 24-09-2012 | Malaysian Open Kuala Lumpur                          | ATP 250      | 850 000 $   | Dur (int.)   | Alexander Peya Bruno Soares          | Ross Hutchins   | 5-7, 7-5, [10-7]  | Parcours |
| 5  | 16-06-2013 | AEGON International Eastbourne                       | ATP 250      | 468 460 $   | Gazon (ext.) | Alexander Peya Bruno Soares          | Jonathan Marray | 3-6, 6-3, [10-8]  | Parcours |
| 6  | 22-07-2013 | BB&T Atlanta Open Atlanta                            | ATP 250      | 546 930 $   | Dur (ext.)   | Édouard Roger-Vasselin Igor Sijsling | Jonathan Marray | 7-66, 6-3         | Parcours |
| 7  | 05-08-2013 | Coupe Rogers présentée par Banque Nationale Montréal | Masters 1000 | 2 887 085 $ | Dur (ext.)   | Alexander Peya Bruno Soares          | Andy Murray     | 6-4, 7-64         | Parcours |
| 8  | 28-04-2014 | BMW Open by FWU AG Munich                            | ATP 250      | 426 605 €   | Terre (ext.) | Jamie Murray John Peers              | Ross Hutchins   | 6-4, 6-2          | Parcours |
| 9  | 16-02-2015 | Open 13 Marseille                                    | ATP 250      | 565 735 €   | Dur (int.)   | Marin Draganja Henri Kontinen        | Jonathan Marray | 6-4, 3-6, [10-8]  | Parcours |
| 10 | 27-07-2015 | BB&T Atlanta Open Atlanta                            | ATP 250      | 585 870 $   | Dur (ext.)   | Bob Bryan Mike Bryan                 | Gilles Müller   | 4-6, 7-62, [10-4] | Parcours |
| 11 | 15-02-2016 | Open 13 Provence Marseille                           | ATP 250      | 596 790 €   | Dur (int.)   | Mate Pavić Michael Venus             | Jonathan Erlich | 6-2, 6-3          | Parcours |

## Parcours dans les tournois duGrand Chelem

### En simple
N'a jamais participé à un tableau final.

### En double
| Année | Open d'Australie            | Open d'Australie            | Internationaux de France    | Internationaux de France   | Wimbledon                   | Wimbledon                 | US Open                        | US Open                       |
| ----- | --------------------------- | --------------------------- | --------------------------- | -------------------------- | --------------------------- | ------------------------- | ------------------------------ | ----------------------------- |
| 2006  | —                           | —                           | —                           | —                          | 1er tour (1/32) J. Murray   | Z. Fleishman R. Smeets    | —                              | —                             |
| 2007  | —                           | —                           | —                           | —                          | —                           | —                         | —                              | —                             |
| 2008  | —                           | —                           | —                           | —                          | —                           | —                         | —                              | —                             |
| 2009  | —                           | —                           | —                           | —                          | 1er tour (1/32) K. Skupski  | J. Brunström J.-J. Rojer  | —                              | —                             |
| 2010  | 2e tour (1/16) K. Skupski   | M. Kohlmann J. Nieminen     | 2e tour (1/16) K. Skupski   | W. Moodie D. Norman        | 2e tour (1/16) K. Skupski   | Bob Bryan Mike Bryan      | 1er tour (1/32) K. Skupski     | E. Schwank H. Zeballos        |
| 2011  | 1er tour (1/32) R. Hutchins | J. Erlich Andy Ram          | 2e tour (1/16) P. Marx      | J. S. Cabal E. Schwank     | 1/4 de finale R. Hutchins   | C. Kas A. Peya            | 1/4 de finale R. Hutchins      | R. Bopanna A.-U.-H. Qureshi   |
| 2012  | 1/8 de finale R. Hutchins   | Bob Bryan Mike Bryan        | —                           | —                          | 1er tour (1/32) R. Hutchins | M. Kukushkin L. Rosol     | 1/8 de finale R. Hutchins      | C. Harrison R. Harrison       |
| 2013  | 1er tour (1/32) J. Murray   | M. Kohlmann J. Nieminen     | 1er tour (1/32) J. Marray   | F. López André Sá          | 1/8 de finale J. Marray     | R. Lindstedt D. Nestor    | 1/4 de finale J. Marray        | Bob Bryan Mike Bryan          |
| 2014  | 2e tour (1/16) R. Hutchins  | R. Bopanna A.-U.-H. Qureshi | 1er tour (1/32) R. Hutchins | S. González Scott Lipsky   | 1er tour (1/32) R. Hutchins | P. Cuevas D. Marrero      | 1er tour (1/32) R. Hutchins    | D. Nestor N. Zimonjić         |
| 2015  | —                           | —                           | 1er tour (1/32) J. Marray   | F. López Max Mirnyi        | 2e tour (1/16) E. Butorac   | V. Pospisil Jack Sock     | 1/8 de finale T. Conrad Huey   | L. Mayer João Sousa           |
| 2016  | 1er tour (1/32) J. Erlich   | Robin Haase F. Verdasco     | 2e tour (1/16) J. Erlich    | D. Nestor A.-U.-H. Qureshi | 1er tour (1/32) J. Erlich   | Jamie Murray Bruno Soares | 1er tour (1/32) M. Fyrstenberg | Dominic Thiem T.-S. Weissborn |

N.B. : le nom du ou de la partenaire se trouve sous le résultat ; le nom des ultimes adversaires se trouve à droite.

### En double mixte
| Année | Open d'Australie           | Open d'Australie            | Internationaux de France     | Internationaux de France      | Wimbledon                    | Wimbledon                      | US Open                       | US Open                         |
| ----- | -------------------------- | --------------------------- | ---------------------------- | ----------------------------- | ---------------------------- | ------------------------------ | ----------------------------- | ------------------------------- |
| 2009  |                            |                             |                              |                               | 2e tour (1/16) Sarah Borwell | Sania Mirza Mahesh Bhupathi    | -                             | -                               |
| 2010  |                            |                             |                              |                               | 2e tour (1/16) Sarah Borwell | Samantha Stosur Nenad Zimonjić | -                             | -                               |
| 2011  |                            |                             |                              |                               | 3e tour (1/8) Jocelyn Rae    | Shahar Peer Jonathan Erlich    | -                             | -                               |
| 2012  | 1/4 de finale Liezel Huber | Sania Mirza Mahesh Bhupathi | -                            | -                             | 1/4 de finale Hsieh Su-Wei   | K. Srebotnik Nenad Zimonjić    | 1/4 de finale Sania Mirza     | Květa Peschke Marcin Matkowski  |
| 2013  | -                          | -                           | 1er tour (1/16) K. Flipkens  | Natalie Grandin Filip Polášek | 1er tour (1/32) Laura Robson | Janette Husárová Filip Polášek | 1er tour (1/16) N. Llagostera | Lucie Hradecká František Čermák |
| 2014  | 2e tour (1/8) A. Rodionova | Sania Mirza Horia Tecău     | 1er tour (1/16) A. Rodionova | R. Kops-Jones Raven Klaasen   | 2e tour (1/16) Jocelyn Rae   | A. Hlaváčková Rohan Bopanna    | -                             | -                               |
| 2015  | -                          | -                           | -                            | -                             | 1er tour (1/32) Jocelyn Rae  | Ana Konjuh Marin Draganja      | -                             | -                               |
| 2016  | -                          | -                           | -                            | -                             | 1er tour (1/32) Jocelyn Rae  | Anna Smith Neal Skupski        | -                             | -                               |

N.B. : le nom de la partenaire se trouve sous le résultat ; le nom des ultimes adversaires se trouve à droite.